# Robert Mignat
Robert Mignat (né le 29 juin 1921 à Paris 15e et mort le 16 août 2007 à Brest) est un coureur cycliste français, professionnel de 1944 à 1957.

## Palmarès sur route

### Par année
- 1941
  - Critérium de France des sociétés (zone occupée)[n 1]
- 1942
  - Critérium de France des sociétés (zone occupée)[n 2]
- 1943
  - 2e du championnat de France des sociétés
- 1947
  - 3e de Bourg-Genève-Bourg
- 1948
  - 2e de Paris-Tours

### Résultats sur les grands tours

#### Tour de France
1 participation
- 1948 : abandon (8e étape)

## Palmarès sur piste
- 1945
  - Prix Raynaud-Dayen (avec Georges Guillier)
  - 2e du Prix Hourlier-Comès (avec Georges Guillier)
- 1946
  - 2e du Prix Raynaud-Dayen (avec Georges Guillier)
- 1949
  - 2e du Prix du Salon (avec Georges Guillier)
- 1950
  - 2e du Prix du Salon (avec Roger Queugnet)
- 1951
  - 3e du Prix Dupré-Lapize (avec Georges Guillier)
- 1952
  - 3e du Prix Goullet-Fogler (avec Marcel Bareth)